# Карчин (Нижньосілезьке воєводство)
Карчин (пол. Karczyn) — село в Польщі, у гміні Кондратовиці Стшелінського повіту Нижньосілезького воєводства.
Населення — 280 осіб (2011).
У 1975-1998 роках село належало до Вроцлавського воєводства.

## Демографія
Демографічна структура станом на 31 березня 2011 року:
|          | Загалом | Допрацездатний вік | Працездатний вік | Постпрацездатний вік |
| -------- | ------- | ------------------ | ---------------- | -------------------- |
| Чоловіки | 139     | 24                 | 99               | 16                   |
| Жінки    | 141     | 30                 | 79               | 32                   |
| Разом    | 280     | 54                 | 178              | 48                   |